# Taranis inkasa
Taranis inkasa is een slakkensoort uit de familie van de Raphitomidae. De wetenschappelijke naam van de soort is voor het eerst geldig gepubliceerd in 1991 door Kilburn.